# 孟加拉国饮食

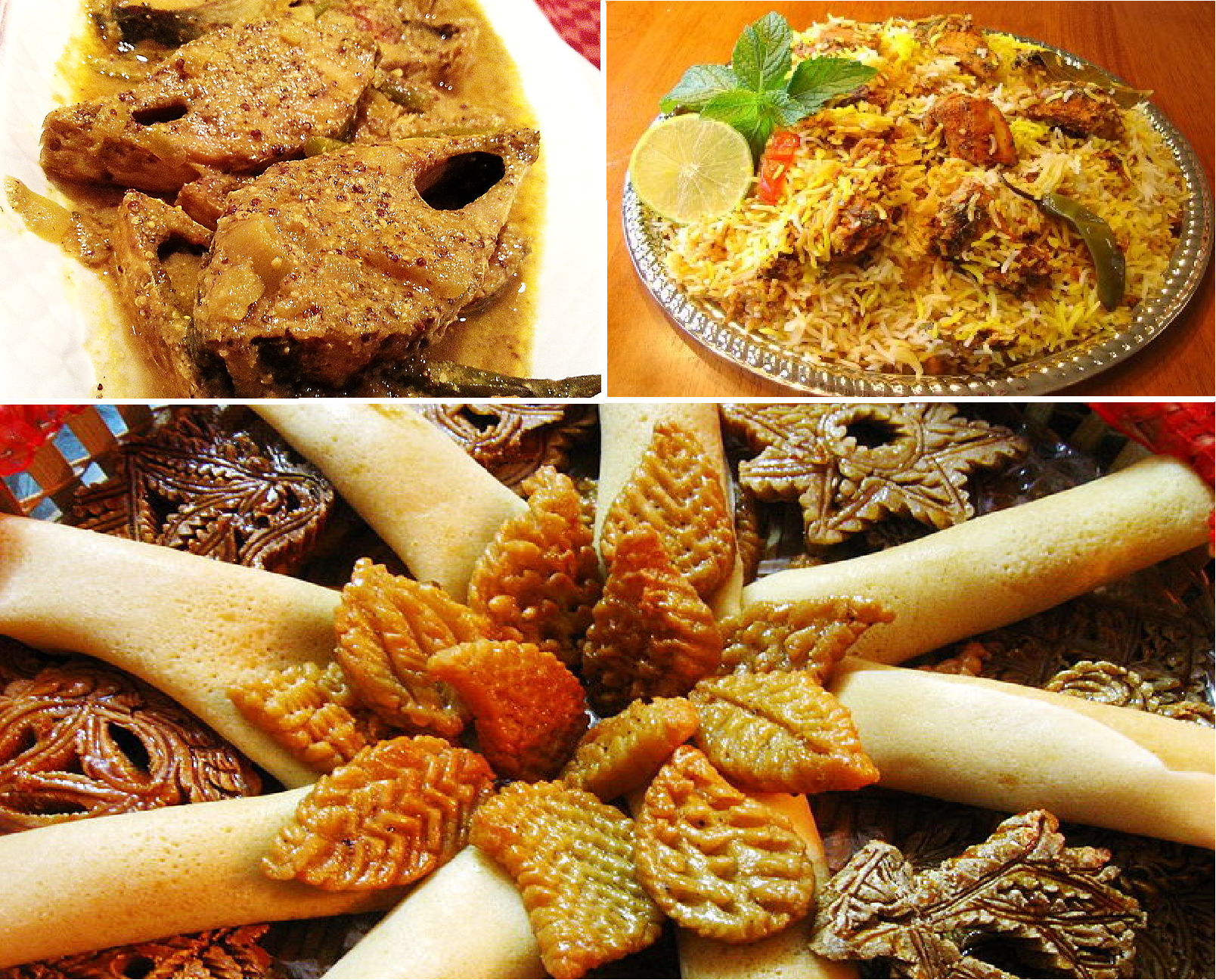
孟加拉国传统饮食一览

孟加拉國菜，是孟加拉民族的飲食， 孟加拉國的多樣化歷史和河流地理形成了孟加拉國美食。該國屬熱帶季風氣候。
古代孟加拉地區飲食包括大米，魚，蜂蜜，乳製品和蔬菜。後來受波斯和蒙兀兒帝國影響發展出現在的孟加拉菜色。
大米和魚是孟加拉國人民的主要食物。著名的諺語“mache bhate bangali”翻譯為“孟加拉:魚和米飯”。除了魚之外，日常膳食還包括配以各種各樣的咖哩，綠葉蔬菜，扁豆的普通米飯，以及作為配菜的土豆泥，紅燒蔬菜和/或油炸蔬菜。孟加拉國菜餚呈現出濃郁的芳香味，通常材料包括雞蛋，土豆，番茄和茄子。孟加拉國的烹飪中使用各種香料和草藥，以及芥末油和酥油。
雖然該國許多地區都有各自的美食，但以下食品的使用和消費在全國各地都很普遍，並且是孟加拉國食品的特徵：食用各種米糕、烤餅、魚(特別是淡水魚，這是孟加拉國飲食的一個顯著特徵，魚頭是用來招待貴賓)。肉類消費包括牛肉(國內的印度教徒和西孟加拉邦人則不吃)，山羊肉，羊肉，鹿肉，雞肉，鴨肉，廣泛食用各種各樣的植物，整個植物的莖和葉都在孟加拉菜中食用。龍蝦和蝦等海鮮也很普遍。乳製品和甜食一直是孟加拉飲食中不可分割的一部分。